# U.S. Route 385
La U.S. Route 385 (US 385) est une US Route auxiliaire de la US 85 parcourant 1 206 miles (1 941 km) depuis le Parc national de Big Bend, au Texas, jusqu'à Deadwood, au Dakota du Sud. Outre ces deux états, elle passe aussi en Oklahoma, au Colorado et au Nebraska.

## Description du tracé
|       | mi   | km   |
| ----- | ---- | ---- |
| TX    | 545  | 877  |
| OK    | 36   | 58   |
| CO    | 317  | 510  |
| NE    | 181  | 290  |
| SD    | 122  | 196  |
| Total | 1206 | 1941 |

### Texas
La US 385 débute à l'entrée nord du Parc national de Big Bend au sud-ouest de l'état. Elle traverse une vaste étendue désertique avant d'atteindre Marathon, 40 miles (64 km) au nord. Elle forme un court multiplex avec la US 90 et continue ensuite vers le nord. Elle atteint Fort Stockton où elle rejoint l'I-10 / US 67 vers l'est sur quelques miles. Elle quitte l'autoroute en compagnie de la US 67 et se dirige vers le nord-est jusqu'à McCamey. Là, elle se sépare de la US 67 et reprend la direction nord et passe par Odessa, Andrews et Seminole où elle rejoint la US 62. Les routes se dirigent vers le nord-est jusqu'à Brownfield où elles se séparent. La US 385 continue alors vers le nord et passe par Levelland, Littlefield, Dimmitt, Hereford, Vega et Dalhart, dans le nord du Panhandle du Texas. Elle atteint ensuite la frontière de l'Oklahoma.

### Oklahoma
En Oklahoma, la US 385 parcourt l'ouest du Panhandle de l'Oklahoma. Quatorze miles (22 km) au nord de la frontière du Texas, elle rejoint la US 56 / US 64 / US 412. Les routes forment un multiplex vers le nord-est jusqu'à Boise City. Les routes se séparent au centre-ville et la US 385 poursuit vers le nord. Peu après, elle rejoint la US 287 pour le reste de son parcours dans l'état. La route atteint la frontière du Colorado 18 miles (29 km) au nord.

### Colorado
Au Colorado, la US 385 traverse les comtés les plus à l'est de l'état. C'est au sud de Campo que la route entre dans l'état en multiplex avec la US 287. Le multiplex prend fin à Lamar, après avoir passé par Springfield et traversé une vaste étendue désertique. À Lamar, la US 385 rejoint la US 50 vers l'est jusqu'à Granada, où elle reprend la direction nord. La route passe par Sheridan Lake, Cheyenne Wells, où elle forme un court multiplex avec la US 40, Burlington, Wray, Holyoke et Julesburg. À Julesburg, elle rencontre la US 138 et les deux routes forment un court multiplex vers l'ouest. La US 385 se sépare de la US 138 et se dirige vers le nord-ouest où elle atteint rapidement la frontière du Nebraska.

### Nebraska
La US 385 traverse le Panhandle du Nebraska du sud au nord. Elle entre dans l'état au sud de Chappell et y rencontre la US 30. Les routes forment un multiplex jusqu'à Sidney, à l'ouest. Là, la US 385 reprend la direction nord. Elle se rend à Bridgeport et y prend la direction nord-est jusqu'à Alliance, puis la direction nord jusqu'à Chadron. Après un court multiplex avec la US 20, la US 385 continue vers le nord et atteint la frontière du Dakota du Sud.

### Dakota du Sud
La US 385 entre au Dakota du Sud au sud d'Oelrichs. Elle y rencontre la US 18 et la rejoint jusqu'à Hot Springs. La route continue alors vers le nord et entre dans le Parc national de Wind Cave avant de bifurquer vers l'ouest jusqu'à Pringle. Elle reprend alors la direction nord et atteint Custer où elle entame un multiplex avec la US 16, lequel prend fin près de Hill City. La route se trouve alors dans la Forêt nationale des Black Hills. Elle continue vers le nord-ouest et atteint son terminus nord à la jonction avec la US 85 à Deadwood.

## Intersections majeures
Texas
Entrée nord du Parc national de Big Bend
 US 90 à Marathon. Les routes forment un multiplex jusqu'à l'est de Marathon.
 US 285 à Fort Stockton. Les routes forment un multiplex dans la ville.
 I-10 / US 67 à Fort Stockton. L'I-10 / US 385 forment un multiplex jusqu'à l'est de Fort Stockton. La US 67 / US 385 forment un multiplex jusqu'à McCamey.
 I-20 à Odessa
 US 62 / US 180 à Seminole. La US 62 / US 385 forment un multiplex jusqu'à Brownfield.
 US 82 / US 380 à Brownfield. Les routes forment un multiplex dans la ville.
 US 84 à Littlefield
 US 70 à Springlake
 US 60 à Hereford
 I-40 à Vega
 US 87 à Hartley. Les routes forment un multiplex jusqu'à Dalhart.
 US 54 à Dalhart
Oklahoma
 US 56 / US 64 / US 412 près de Boise City. Les routes forment un multiplex jusqu'à Boise City.
 US 287 à Boise City. Les routes forment un multiplex jusqu'à Lamar, Colorado.
Colorado
 US 160 près de Springfield
 US 50 à Lamar. Les routes forment un multiplex jusqu'à Granada.
 US 400 à Granada
 US 40 à Cheyenne Wells. Les routes forment un multiplex jusqu'à l'est de Cheyenne Wells.
 I-70 à Burlington
 US 24 à Burlington. Les routes forment un multiplex dans la ville.
 US 36 près d'Idalia. Les routes forment un multiplex jusqu'au nord-est d'Idalia.
 US 34 à Wray
 US 6 à Holyoke
 I-76 à Julesburg
 US 138 à Julesburg. Les routes forment un multiplex jusqu'à l'ouest de Julesburg.
Nebraska
 US 30 à Chappell. Les routes forment un multiplex jusqu'à Sidney.
 US 26 à Bridgeport. Les routes forment un multiplex dans la ville.
 US 20 à Chadron. Les routes forment un multiplex jusqu'à l'ouest de Chadron.
Dakota du Sud
 US 18 à Oelrichs. Les routes forment un multiplex jusqu'à Hot Springs.
 US 16 à Custer. Les routes forment un multiplex jusqu'à l'est de Hill City.
 US 16A à Custer
 US 85 à Deadwood